# Assembleia das Primeiras Nações
A Assembleia das Primeiras Nações (em inglês: Assembly of First Nations; em francês: Assemblée des premières nations) é um órgão que reúne líderes das Primeiras Nações no Canadá. Os objetivos da organização são de proteger os direitos, as obrigações do tratado, cerimônias e reclamações dos cidadãos das Primeiras Nações.